# Bobby Bolt
Bobby Bolt (* 29. April 1987 in Thunder Bay, Ontario) ist ein kanadischer Eishockeyspieler, der zuletzt bei den Allen Americans aus der Central Hockey League unter Vertrag stand.

## Karriere
Bobby Bolt war zunächst für die unterklassige Eishockeymannschaft Thunder Bay Kings in seiner Geburtsstadt aktiv, bei denen der Offensivakteur gemeinsam mit den späteren NHL-Akteuren Tom Pyatt und Marc Staal auflief. In der Saison 2003/04 spielte der Kanadier vorwiegend für die Strathroy Rockets in der Western Ontario Hockey League und absolvierte außerdem acht Partien für die London Knights aus der Top-Juniorenliga Ontario Hockey League, wobei der Linksschütze einen Treffer erzielte. Vor Beginn der folgenden Saison wurde Bolt gemeinsam mit Adam Nemeth im Austausch für Bryan Rodney zu den Kingston Frontenacs transferiert, bei denen er sich im Verlauf derselben Spielzeit einen Stammplatz erkämpfte.
Beim NHL Entry Draft 2005 wurde er in der fünften Runde an insgesamt 127. Position von den Mighty Ducks of Anaheim ausgewählt. Der Angreifer stand zwei weitere Jahre bei den Frontenacs im Einsatz und absolvierte in der Saison 2006/07 seine statistisch erfolgreichste Spielzeit, als er in 67 Partien insgesamt 56 Scorerpunkte erzielte. In derselben Saison stand Bolt außerdem in fünf Partien für die Portland Pirates, ein damaliges Farmteam des mittlerweile in Anaheim Ducks umbenannten Franchises, in der American Hockey League im Einsatz.
Im Folgejahr ging er für die Augusta Lynx – ein weiteres Farmteam der kalifornischen Organisation – in der ECHL aufs Eis und bestritt vier Partien für die Portland Pirates. Zur Saison 2008/09 wurde Bolt in den Kader der Bakersfield Condors aufgenommen, nachdem die Anaheim Ducks die Kooperation mit den Augusta Lynx beendet hatten. Dort fand er sich jedoch zumeist auf der Ersatzbank wieder. Nachdem er auch in der darauffolgenden Saison verletzungsbedingt nicht über den Status eines Ersatzspielers hinausgekommen war, wurde der Angreifer von den Anaheim Ducks zu den Muskegon Lumberjacks in die International Hockey League beordert. Beim Franchise aus Muskegon absolvierte er als Stammkraft bis zum Saisonende 73 IHL-Partien. Nachdem das Franchise im Sommer 2010 den Spielbetrieb einstellte, war Bolt zunächst vereinslos.
Vor Beginn der Spielzeit 2010/11 erhielt der Flügelstürmer einen Kontrakt bei den Allen Americans aus der Central Hockey League, wurde jedoch nach Abschluss der Vorbereitungsphase im Oktober 2010 aus dem Kader gestrichen und der noch laufende Vertrag vorzeitig aufgelöst.

## Karrierestatistik
(Legende zur Spielerstatistik: Sp oder GP = absolvierte Spiele; T oder G = erzielte Tore; V oder A = erzielte Assists; Pkt oder Pts = erzielte Scorerpunkte; SM oder PIM = erhaltene Strafminuten; +/− = Plus/Minus-Bilanz; PP = erzielte Überzahltore; SH = erzielte Unterzahltore; GW = erzielte Siegtore; 1 Play-downs/Relegation; Kursiv: Statistik nicht vollständig)